# Les Prisonnières (téléfilm)
Pour plus de détails, voir Fiche technique et Distribution.
Les Prisonnières (Kept Woman) est un téléfilm canadien réalisé par Michel Poulette, diffusé aux États-Unis le 28 février 2015 sur Lifetime.

## Synopsis
Après s'être fait cambrioler, Evan et Jessica s'installent dans une banlieue de New York. Jessica, fait partie d'un réseau d'enquêteurs sur des personnes disparues dans le passé, et a le sentiment que son nouveau voisin, Simon, cache quelque chose d'étrange. Alors qu'elle se rend chez lui, il la kidnappe et l'enferme dans sa cave, Jessica découvre alors qu'elle n'est pas la première...

## Fiche technique
- Titre original : Kept Woman
- Réalisation : Michel Poulette
- Scénario : Doug Barber et James Phillips
- Photographie : Daniel Villeneuve
- Musique : James Gelfand et Louise Tremblay
- Durée : 82 minutes
- Date de diffusion :
  -  France : 11 mai 2015 sur M6

## Distribution
- Courtney Ford (VF : Noémie Orphelin) : Jessica Crowder
- Shaun Benson (VF : Antoine Doignon) : Simon
- Andrew W. Walker (VF : Anatole de Bodinat) : Evan Crowder
- Rachel Wilson (VF : Marie Diot) : Robin Simmons
- Troy Blundell (VF : Jérémy Prévost) : Tyler Haynes
- Jesse Camacho (en) (VF : Benjamin Bollen) : Oscar Garrett

- Version française
  - Société de doublage : VF Production
  - Direction artistique : Cécile Villemagne
  - Adaptation des dialogues : Sauvane et Nadine Delanoe

Source VF : carton de doublage télévisuel

## Accueil
Le téléfilm a été vu par 1,861 million de téléspectateurs lors de sa première diffusion.